# Society Hill Towers

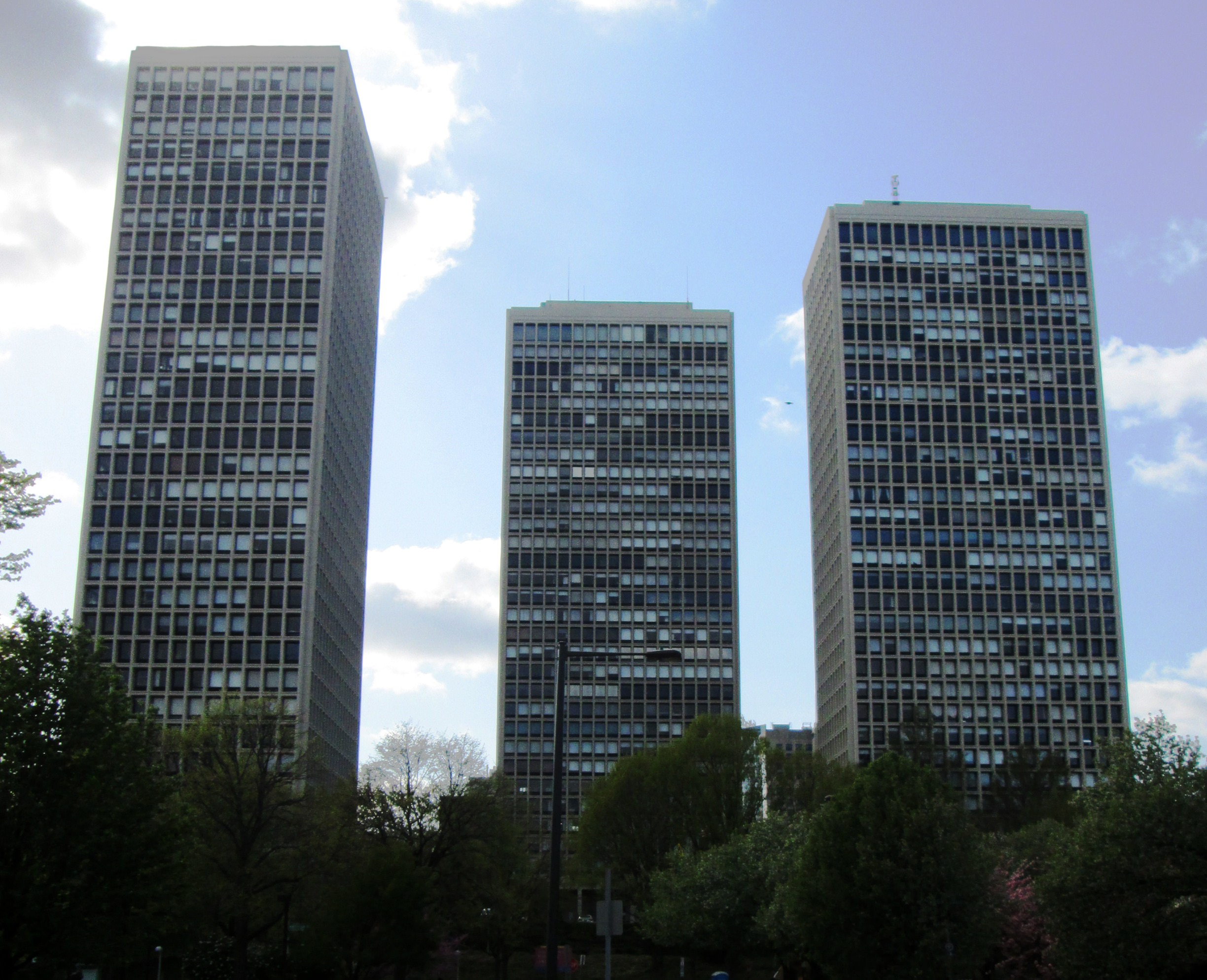
Society Hill Towers.

Les Society Hill Towers sont une copropriété de trois bâtiments située dans le quartier de Society Hill à Philadelphie, aux États-Unis.
Elle a été conçue par I. M. Pei & Associates, future Pei Cobb Freed & Partners, entreprise notamment cofondée par l'architecte américain Ieoh Ming Pei.
L'ensemble est inscrit au Philadelphia Register of Historic Places (en) depuis 1999.